# Corybas sexalatus
Corybas sexalatus är en orkidéart som beskrevs av Johannes Jacobus Smith. Corybas sexalatus ingår i släktet Corybas, och familjen orkidéer. Inga underarter finns listade i Catalogue of Life.